# Two Sinners
Two Sinners (Brasil: Dois Pecadores) é um filme estadunidense de 1936, dos gêneros drama, comédia e romance, dirigido por Arthur Lubin.